# Eduard Kühne
Eduard Kühne (* 28. Oktober 1810 in Magdeburg; † 12. September 1883 in Kleve) war ein deutscher Kaufmann und Unternehmer. 

## Leben
Kühne wurde als Sohn eines Brauers geboren und absolvierte eine kaufmännische Lehre. Er war danach von 1831 bis 1837 in Hamburg und 1842 in Köln, der Heimatstadt seiner Frau, als Kaufmann tätig. Am 6. Dezember 1842 schloss er mit Jacob Mayer den Vertrag zur Gründung eines gemeinsamen Stahlwerks. Die Standortwahl wurde im Vertrag auf Bochum oder Essen eingeschränkt. Aus dem schließlich an der Alleestraße in Bochum errichteten Werk entwickelte sich der Bochumer Verein.
Sein Sohn Eduard Kühne (* 1839 in Hamburg; † 1903 in Moson) gründete später die Landmaschinenfabrik Kühne in Wieselburg, Teilstadt von Mosonmagyaróvár in Ungarn. 